# Titanogrypa
Titanogrypa is een vliegengeslacht uit de familie van de dambordvliegen (Sarcophagidae).

## Soorten
- T. alata (Aldrich, 1916)
- T. melampyga (Aldrich, 1916)
- T. pedunculata (Hall, 1931)
- T. placida (Aldrich, 1925)